# Ogród japoński
Ogród japoński (jap. 日本庭園 nihon-teien) – ogród w tradycyjnym japońskim stylu, spotykany przy domach prywatnych, w parkach, przy świątyniach buddyjskich i chramach shintō oraz w pobliżu zabytków (np. zamków).

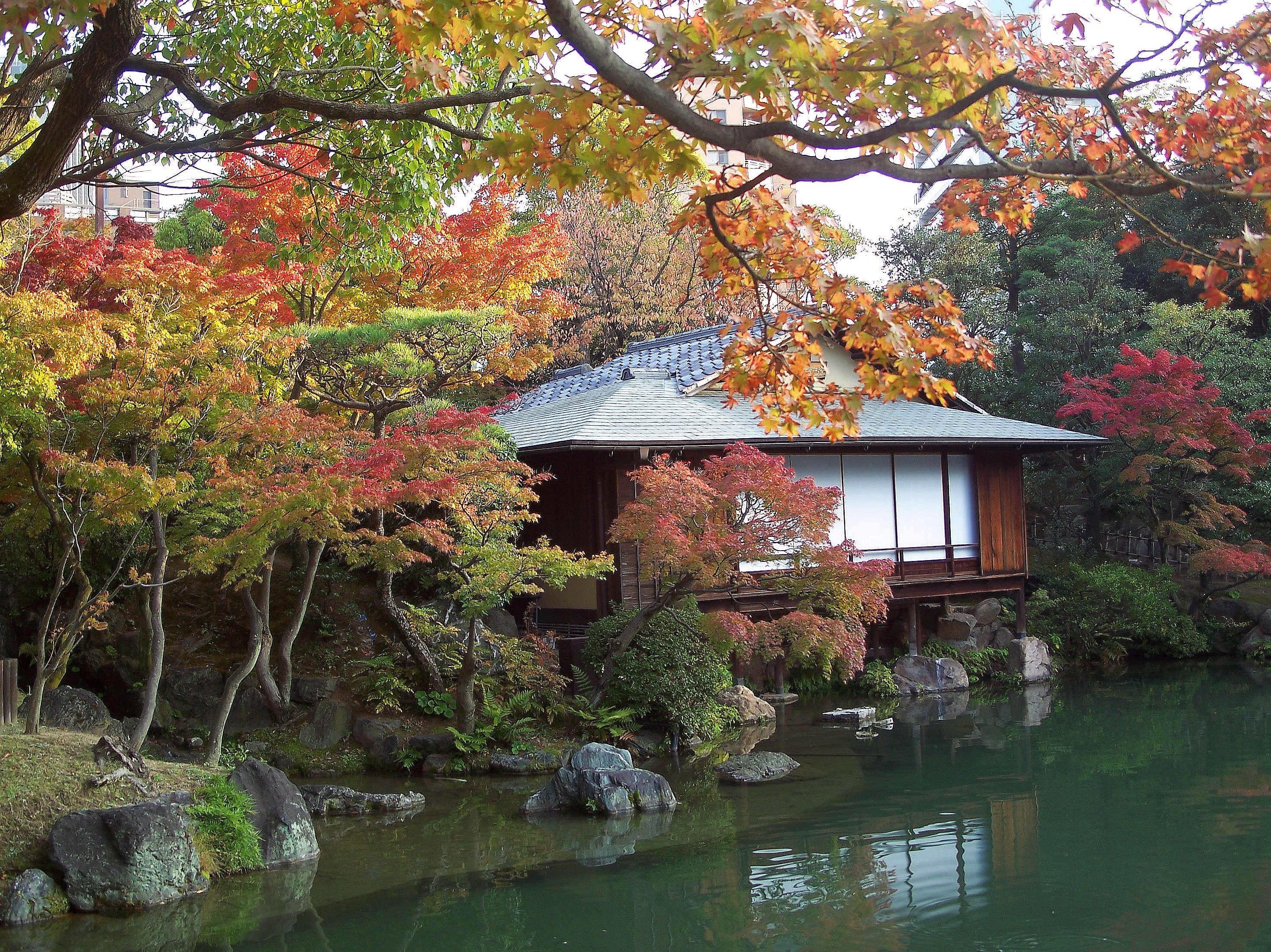
Pawilon herbaciany w jesiennym ogrodzie, Kobe (2015)

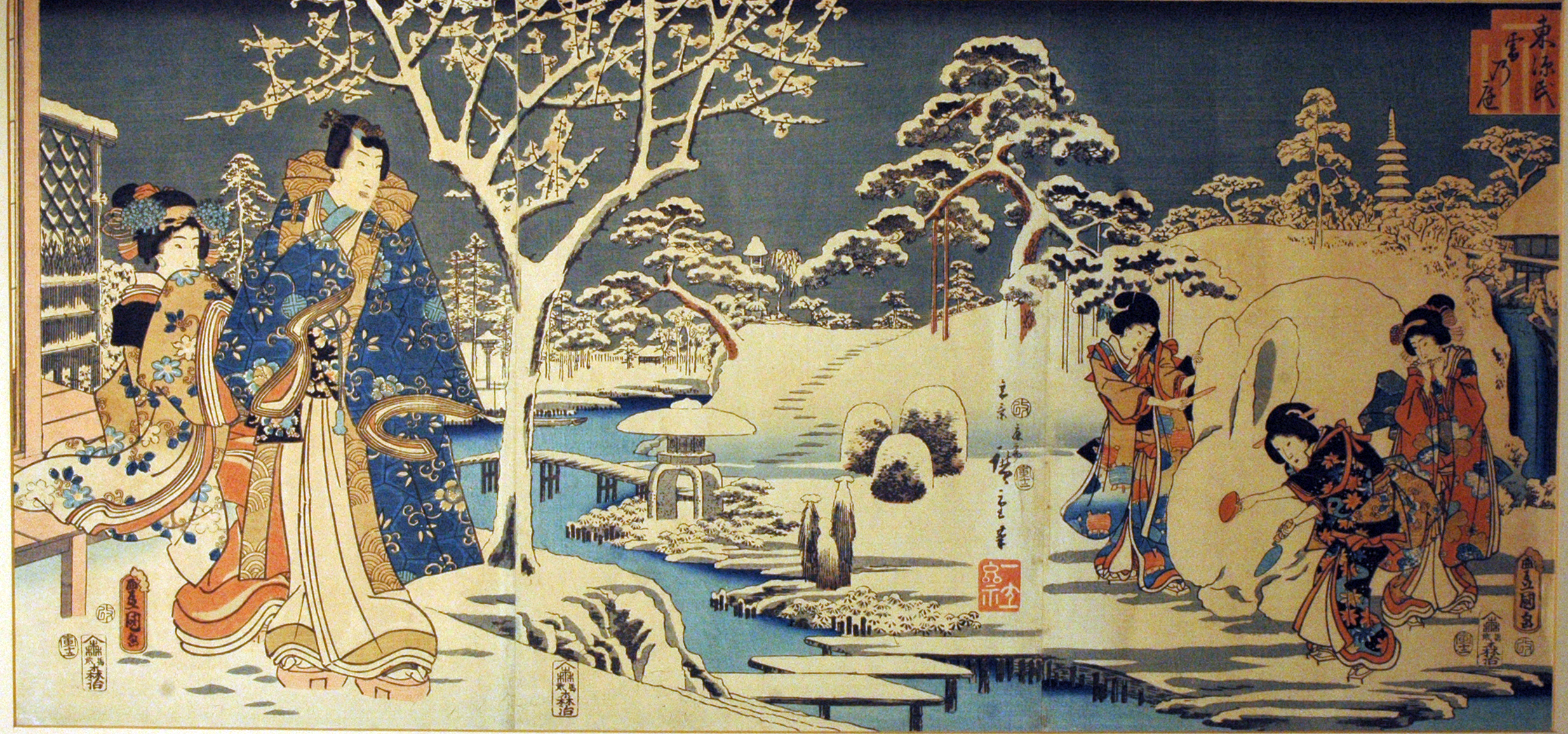
Kunisada (1786-1865), Hiroshige (1797-1858), Ogród w śniegu (ze zbioru Azuma Genji, dzieło dwóch artystów szkoły Utagawa przedstawia zabawy na śniegu i lepienie śnieżnego królika, 1854)

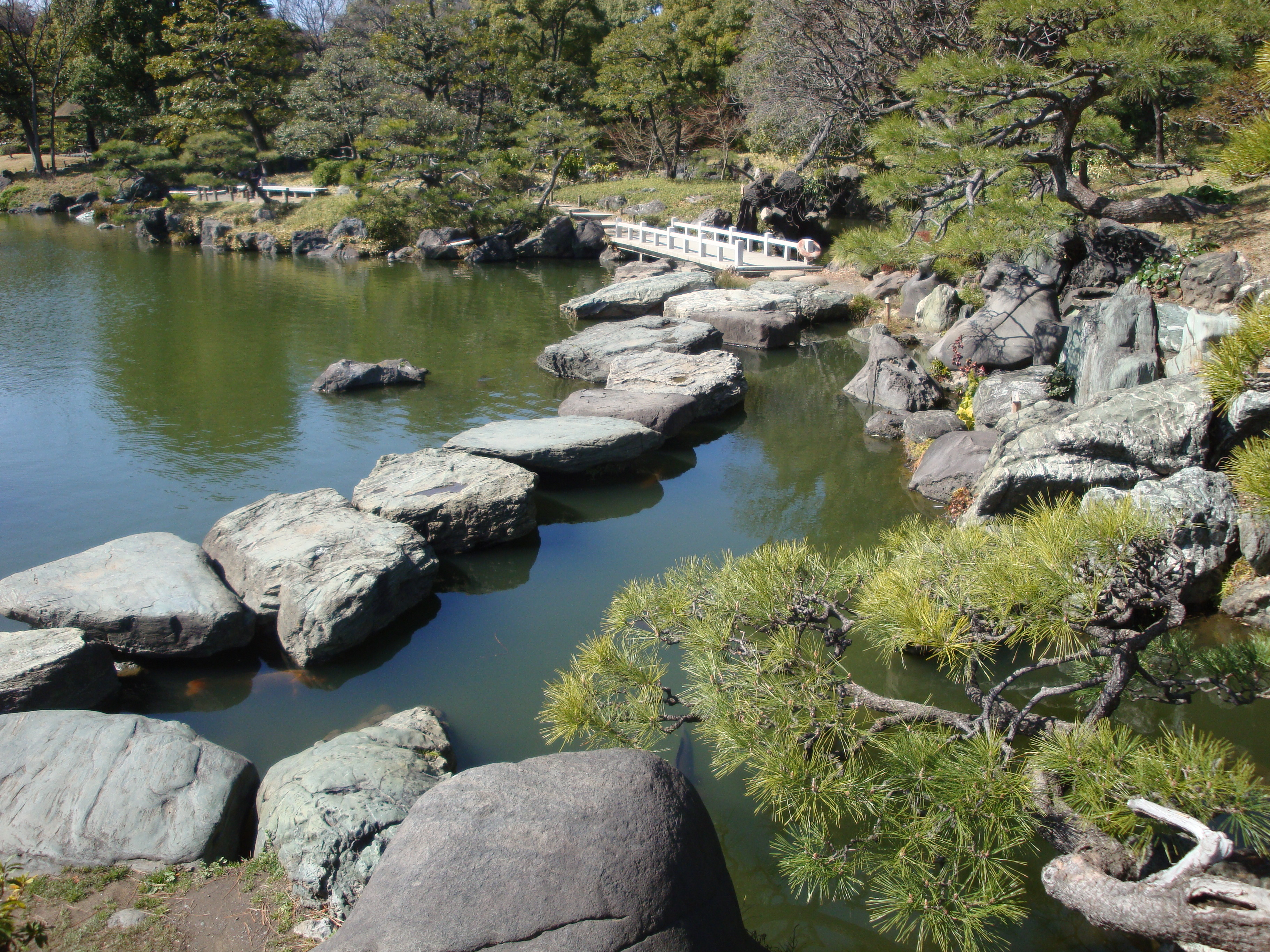
Kamienny most (iso-watari) w ogrodzie Kiyosumi, Tokio

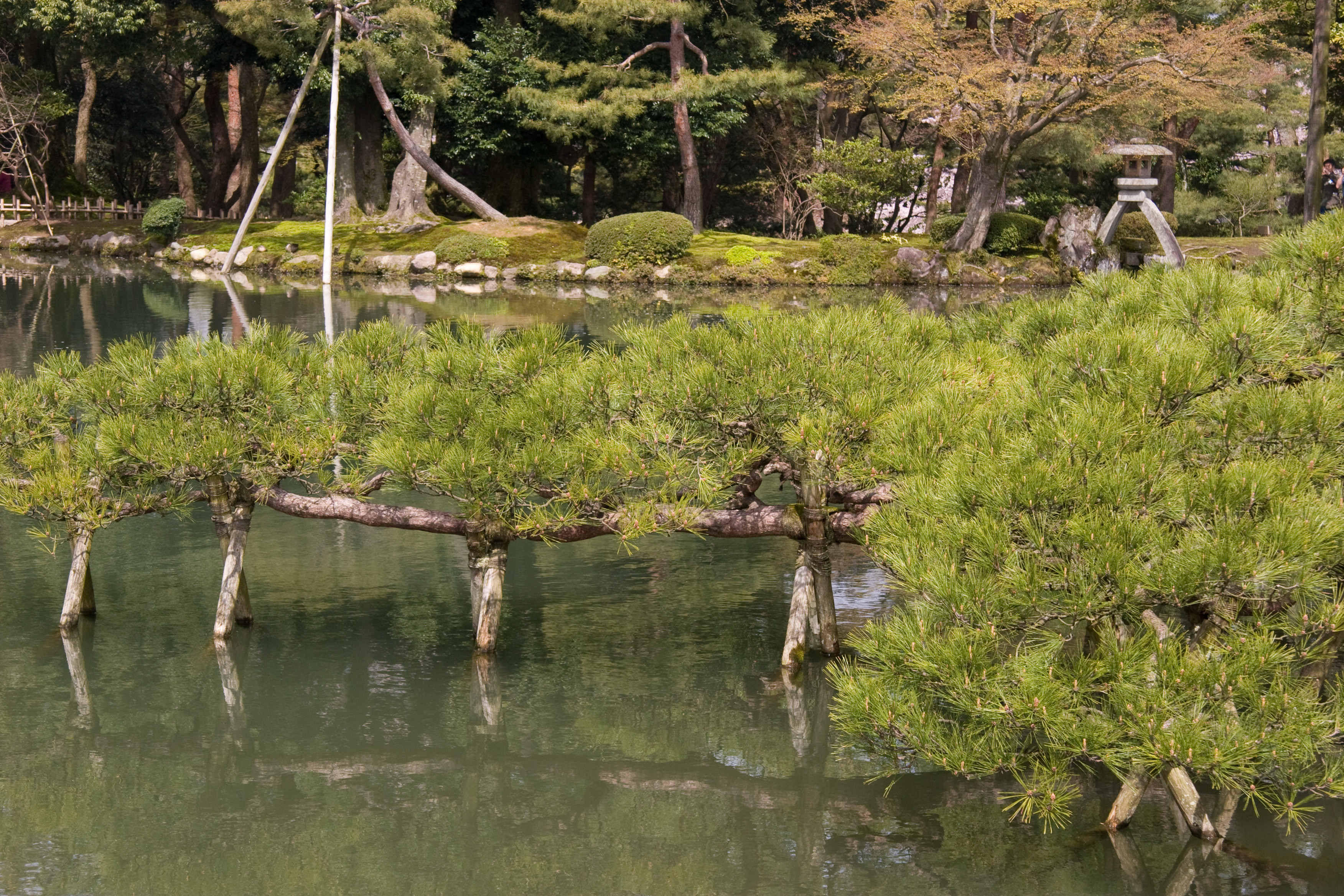
Sosna „wędrująca” po stawie Kasumi-ga-ike, Kenroku-en, Kanazawa

Kreowanie ogrodów to jedna z ważnych form sztuki, udoskonalanej w Japonii od ponad tysiąca lat. Ogrody ewoluowały w różne style o różnych celach – od ogrodów spacerowych (kaiyū-shiki-teien), służących rekreacji arystokratów i panów feudalnych po ogrody „suchego krajobrazu” (karesansui), przeznaczonych do celów religijnych i medytacji mnichów. Wyjątkowe ogrody można znaleźć w całej Japonii, ale szczególnie jest ich wiele w dawnej stolicy Kioto (Kyōto).

## Opis
Istnieje kilka rodzajów ogrodów japońskich, ale wszystkie cechuje harmonia, prostota, asymetria i elegancja. Dwa podstawowe style ogrodów to tsukiyama (sztuczne, małe wzgórze w ogrodzie) z małymi pagórkami, kamieniami symbolizującymi góry, stawami naśladującymi morza i jeziora oraz karesansui – styl suchego ogrodu ze żwirem przedstawiającym wodę, głazami wyobrażającymi wyspy i grabionym piaskiem imitującym uderzające w nie fale. 
Niezbędnym elementem w klasycznym ogrodzie japońskim jest woda – wnosi do niego życie, ruch. Płynąca woda ożywia i porusza ogród, nadając mu wrażenie żywego, naturalnego krajobrazu. Starannie i precyzyjnie zaprojektowany przepływ wody ma określoną prędkość, co tworzy delikatnie szemrzący strumień. W ogrodach zen woda jest zastępowana żwirem. 
Konieczne są także kamienie – symbolizujące niezmienność i trwałość przyrody. Głazy użyte do dekoracji ogrodu powinny mieć naturalną formę, taki sam kolor i fakturę. Tworzą strukturę, ścieżki i kształtują płynącą wodę, a za ich pomocą przedstawia się góry, linie brzegowe i wodospady. Są starannie dobierane i ustawiane w taki sposób, aby przyciągały wzrok w szczególny sposób, często z myślą o symbolice. Płaski kamień w wodzie często przedstawia żółwia, a jeden stojący pionowo może wskazywać na żurawia. Skały, razem z piaskiem i żwirem, są najważniejszymi elementami konstrukcyjnymi ogrodu. Przez ogród krajobrazowy spaceruje się po ścieżkach, które prowadzą zwiedzającego zgodnie z zamysłem projektanta.
W ogrodzie znajdują się także: ishi-dōrō (kamienne latarnie), niewielkie pagody, posągi, chōzubachi (kamienne misy, inaczej temizuya stawiane przed wejściem do pawilonów herbacianych, służące symbolicznemu obmyciu rąk i ust, oczyszczeniu ciała i duszy), shishi-odoshi, altany i studnie. Miejsce do odpoczynku i podziwiania krajobrazu zapewniają pawilony, także herbaciane, z werandami pozwalającymi na dłuższe podziwianie ogrodu.
Ważnymi elementami kompozycji ogrodu są: wiecznie zielone drzewa liściaste i iglaste, bambus, kwiaty ozdobne. Często wybiera się m.in.: klon palmowy (Acer palmatum), sosnę Thunberga (Pinus thunbergii), sosnę drobnokwiatową (Pinus parviflora), sosnę gęstokwiatową (Pinus densiflora), głowocis japoński (Cephalotaxus harringtonia), kamelię japońską (Camellia japonica), azalię (Rhododendron), fatsję japońską (Fatsia japonica), litokarpus (Lithocarpus edulis), miłorząb dwuklapowy (Ginkgo biloba), brzostownicę japońską (Zelkova serrata), cyprys japoński (Chamaecyparis obtusa), kryptomerię japońską (Cryptomeria japonica). Z czasem popularność zyskały przycinane krzewy, które często przybierają zaokrąglone kształty. Wykorzystuje się także mchy. Kwiaty zdobią przeważnie strumienie i stawy.

## Historia
Yamato, Nara

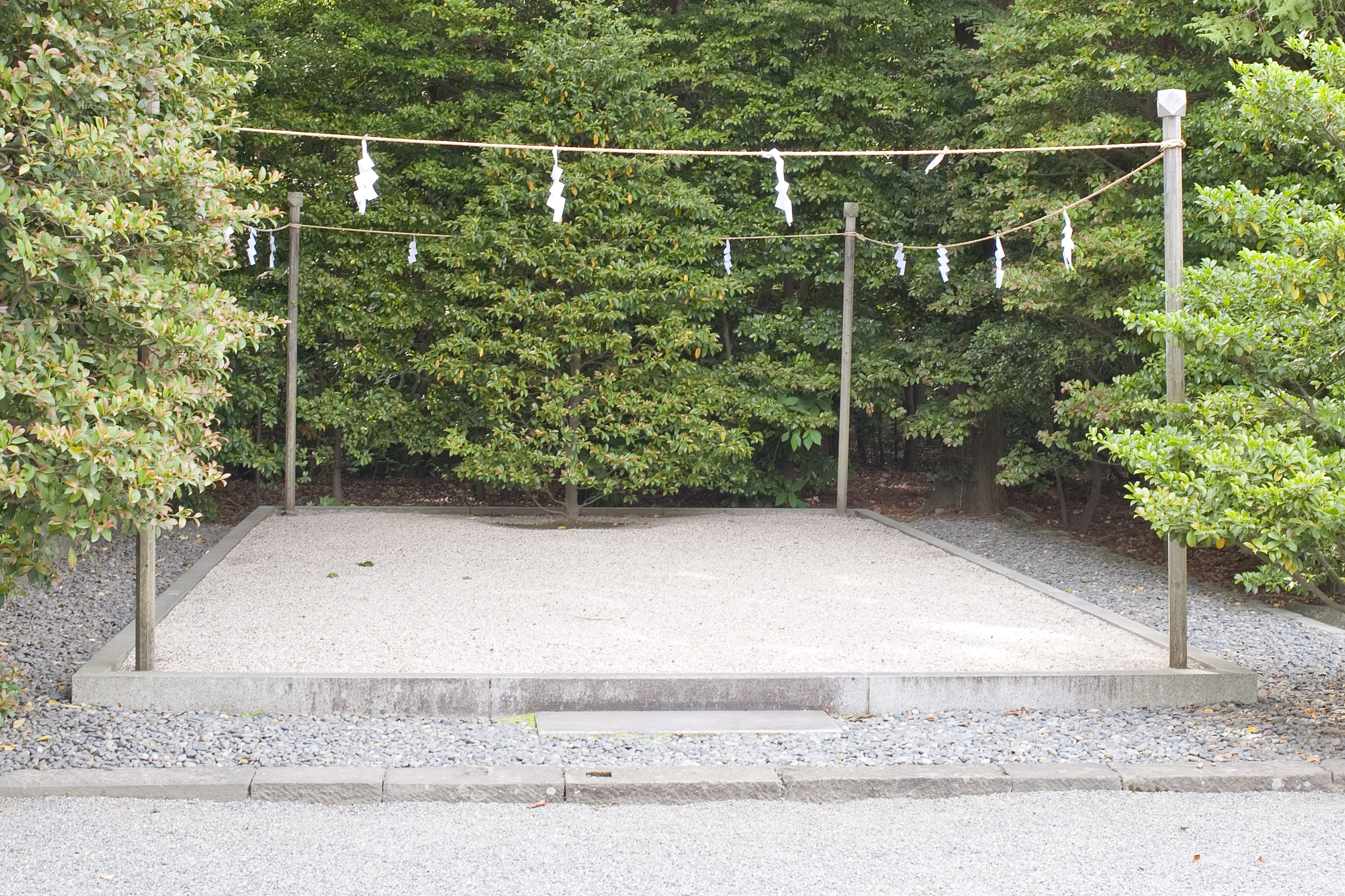
Himorogi w chramie Tsurugaoka Hachiman-gū, Kamakura

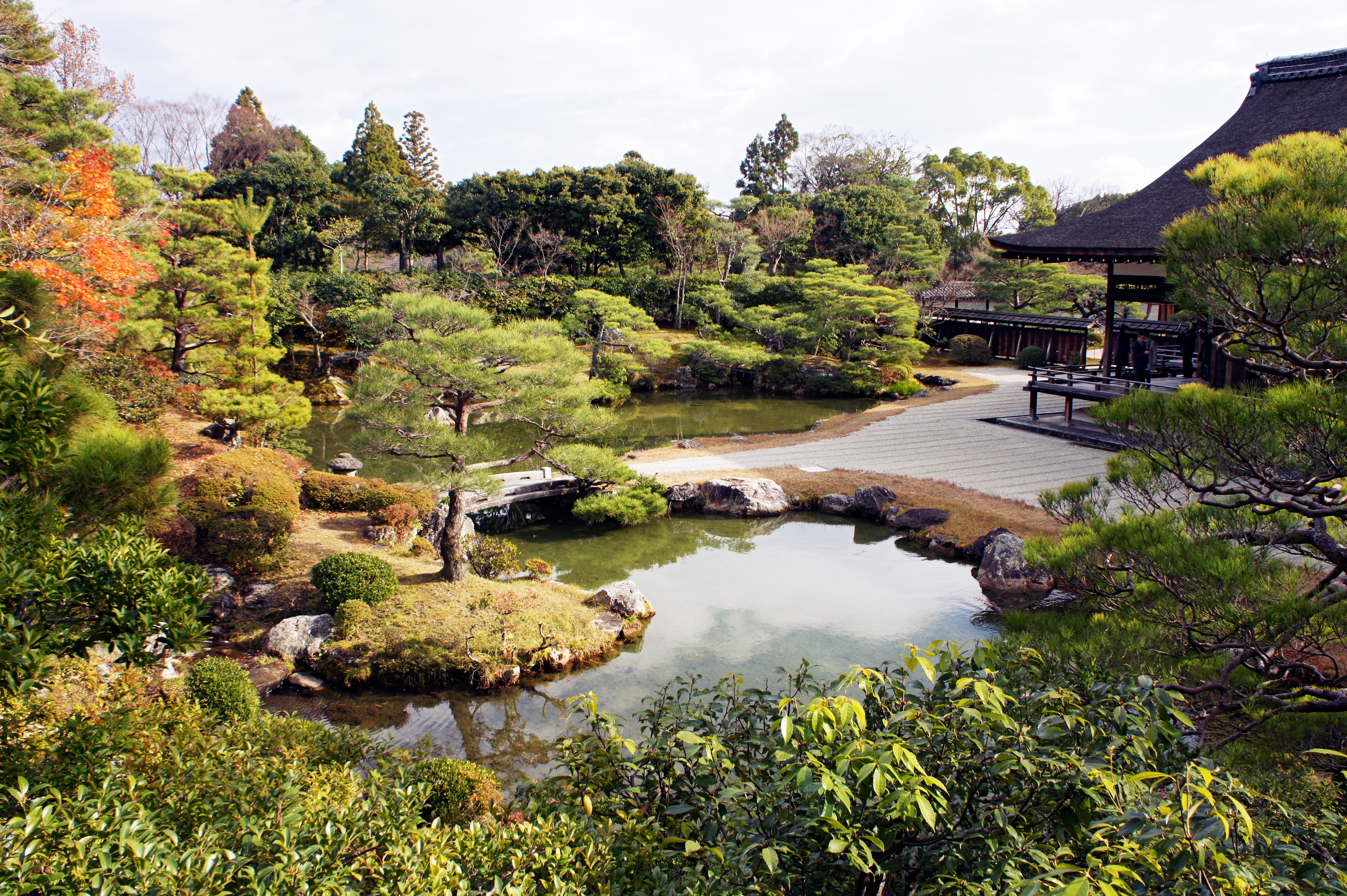
Ninna-ji Shinden Hokutei, Kioto

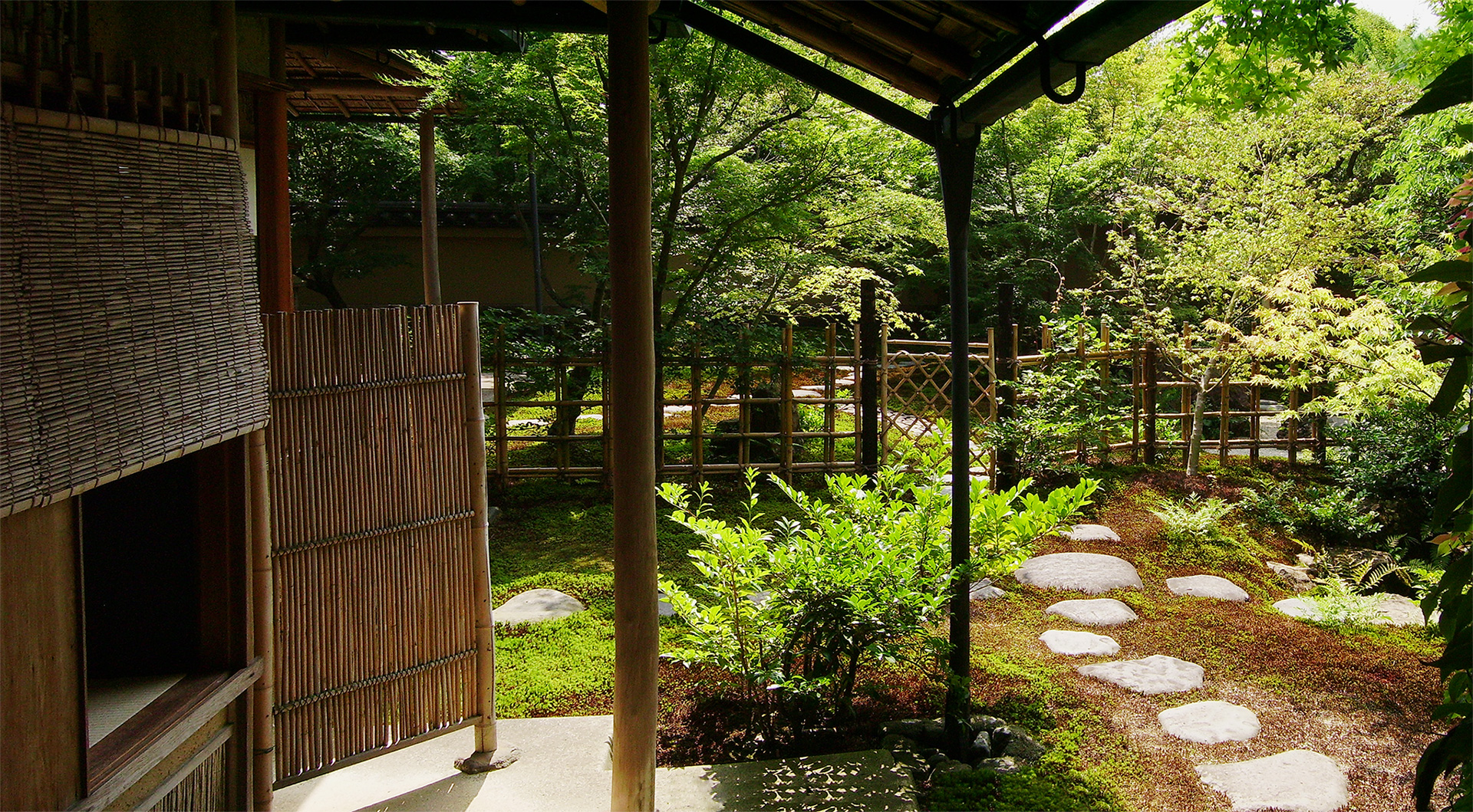
Adachi Museum of Art, ogród herbaciany roji, po lewej nijiri-guchi (wąskie wejście, na kolanach) do pawilonu ceremonii picia herbaty

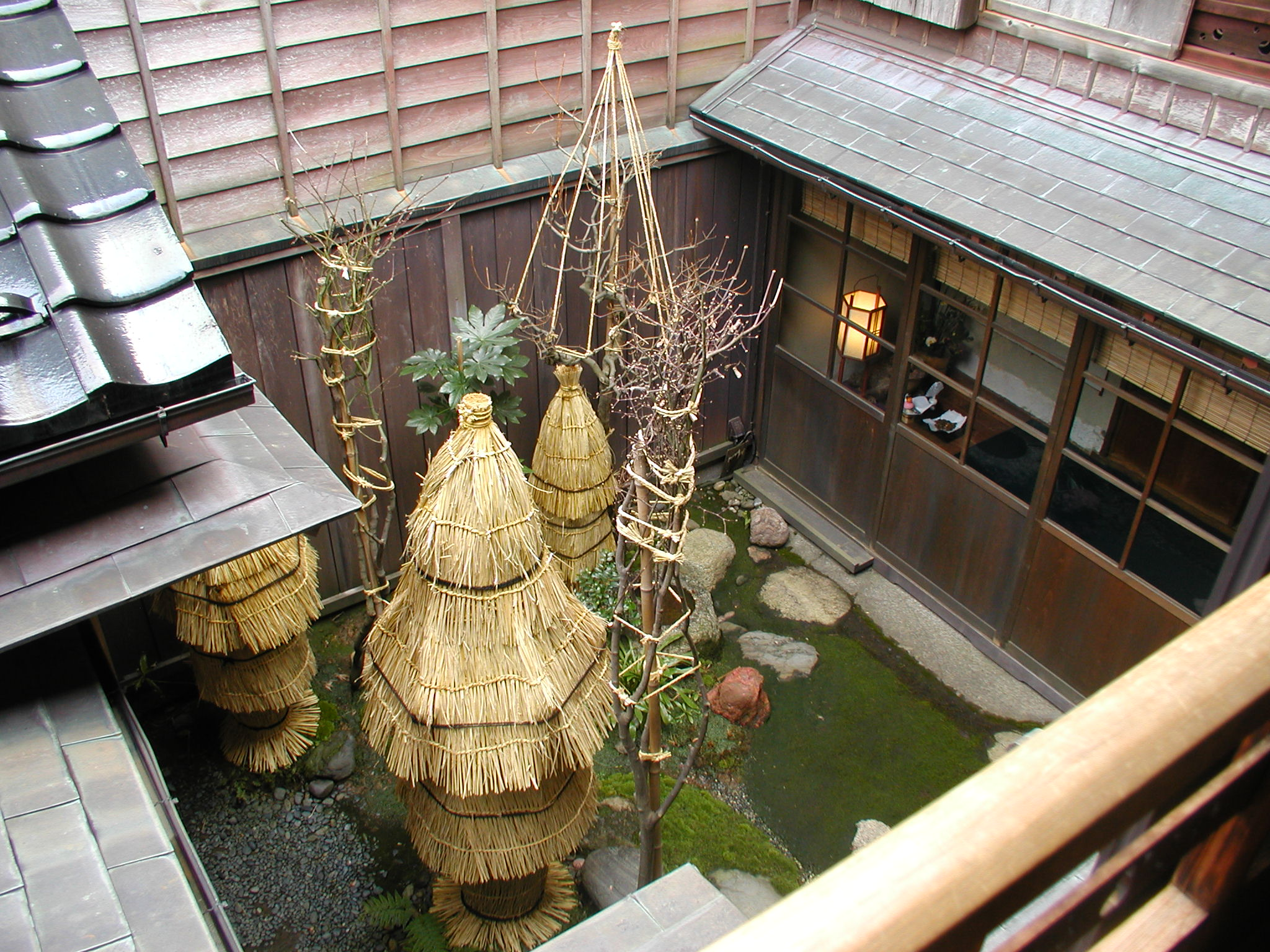
Miniogród wewnętrzny (tsubo-niwa)(drzewa przykryte słomianymi matami, ochrona na zimę (były dom gejsz, oki-ya) w Kanazawa

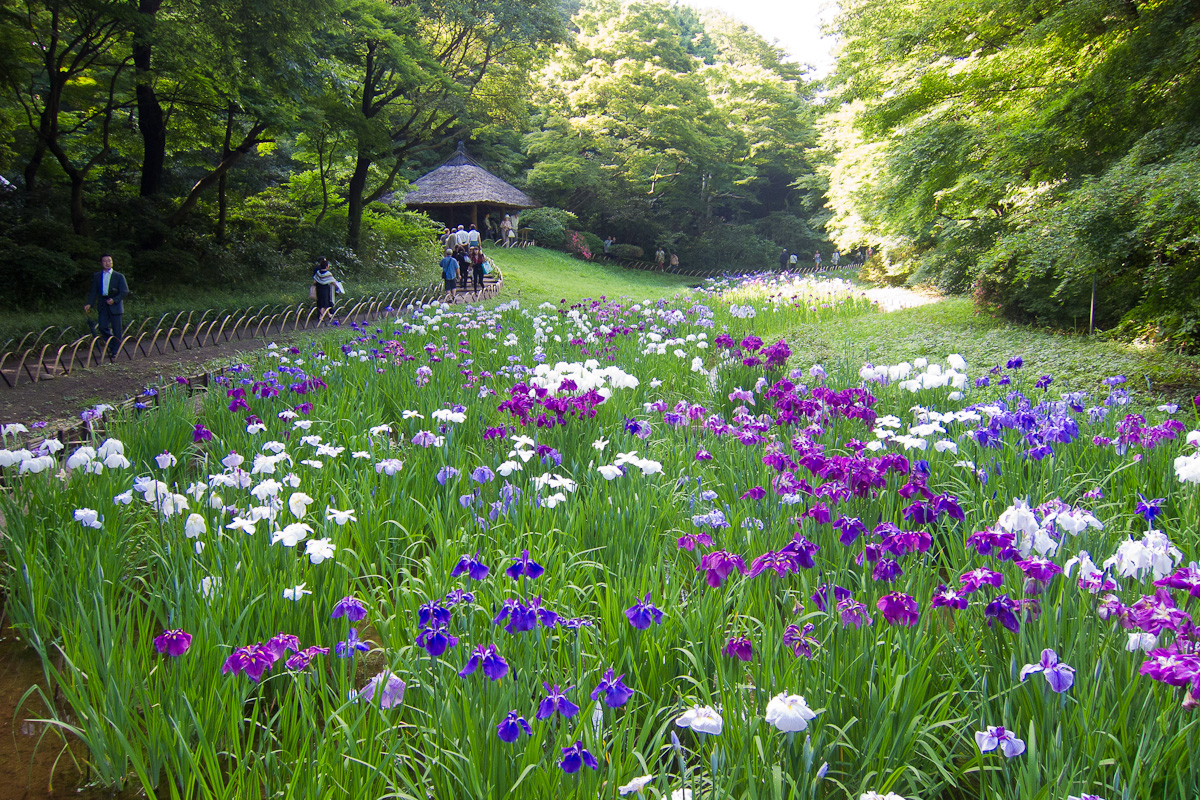
Ogród Wewnętrzny Chramu Meiji-jingū, Tokio (na zdjęciu „rzeka irysów”, 150 gatunków)

Uważa się, że prapoczątkiem japońskich ogrodów były miejsca otoczone skałami (grupami skał), które nazywano amatsu iwasaka („boska bariera”) lub amatsu iwakura („miejsce zamieszkania bóstw”). Podobną rolę odgrywały gęste skupiska drzew himorogi „boski żywopłot, ogrodzenie”. Te archaizmy odnoszą się do prymitywnego chramu, czy też pierwotnie pasa świętej ziemi otoczonej wiecznie zielonymi roślinami. Strumienie i fosy, które otaczały świętą ziemię nazywano mizugaki („wodne ogrodzenie”). Wczesną formę takiego ogrodu można rozpoznać w niektórych pradawnych chramach shintō, na przykład w Ise-jingū, których pawilony otoczone są szerokimi kamienistymi strefami.
W późniejszym okresie himorogi stopniowo przybrało kształt obecny, mający charakter „ołtarzyka”. Jest to ośmionożny, ceremonialny stolik, na którym tworzy się przestrzeń ograniczoną świętym sznurem shimenawa i gałęziami wiecznie zielonego, świętego drzewa o nazwie sakaki (Cleyera japonica). Na gałęzi zawiesza się shide, zygzakowato złożone wstęgi papieru, mające rytualnie oczyścić dane miejsce. 
Pierwsze ogrody wśród gór krainy Yamato – gdzie powstawały początki państwa – zostały utworzone w VI i VII wieku. Wielkie stawy z wyspami imitowały morza, a skały wyznaczały ich dzikie brzegi. W tym czasie docierał już na wyspy buddyzm i przybysze z Baekje (lub Paekche) z Półwyspu Koreańskiego.
Przyjęcie kultury chińskiej i buddyzmu w VI wieku wywarło duży wpływ na projektowanie ogrodów. Ogrody tworzono przy pałacach cesarskich dla rekreacji i rozrywki cesarza i arystokratów. Wprowadzono stawy i strumienie jako punkty centralne, wykorzystywano wiele elementów buddyjskich i taoistycznych, odtwarzano słynne krajobrazy. Żaden z tych wczesnych ogrodów pałacowych nie przetrwał. Jednak znaleziska archeologiczne w Nara, zbadane w latach 90. XX wieku pozwalają na utworzenie wyobrażenia o tych wczesnych typach ogrodów pałacowych.
Na przestrzeni dziejów ogrody były budowane przez wiodące klasy społeczne: arystokratów, mnichów, wojowników, polityków, przemysłowców, w różnych celach, jak rekreacja lub spełnienie religijne. Ewolucję ogrodów można dopasować do okresów historycznych. Niektóre rodzaje ogrodów zniknęły, inne żyją do dziś.
Heian
Na początku okresu Heian (794–1185) stolicę przeniesiono do Heian-kyō (ob. Kioto), gdzie arystokraci poświęcali wiele czasu sztuce. Zaczęli budować duże ogrody typu shinden w swoich pałacach i rezydencjach, w których odbywały się wyszukane przyjęcia i zajęcia rekreacyjne, jak: pływanie łódką, wędkowanie i ogólna rozrywka. Ogrody tego typu zostały opisane w Genji monogatari, zaprojektowane według chińskich koncepcji, obejmowały duże stawy i wyspy połączone łukowatymi mostami, pod którymi mogły przepływać łodzie. Do celów rozrywkowych wykorzystywano pokryty żwirem plac przed budynkiem, a nad wodą stawiano jeden lub więcej pawilonów. Żaden ogród shinden nie przetrwał do dziś, ale niektóre z dużych stawów zostały włączone do późniejszych ogrodów, np. staw Ōsawa w świątyni Daikaku-ji w Kioto.
W późnym okresie Heian popularność zyskał buddyzm Czystej Krainy (Jōdo), obiecując swoim wyznawcom miejsce w Zachodnim Raju Buddy Amidy, czyli w Czystej Krainie. W rezultacie ogrody budowano tak, aby przypominały ten buddyjski raj. Żaden kompletny ogród Czystej Krainy nie przetrwał, jednak np. w świątyni Byōdō-in w Uji zachowało się wiele elementów tego typu ogrodu. 
Kamakura, Muromachi-Ashikaga
W okresach Kamakura i Muromachi-Ashikaga (1192–1573) zakończyło się przesunięcie władzy z dworu arystokratycznego na elitę wojskową. Władcy wojskowi przyjęli nowo wprowadzony buddyzm zen, który wywarł silny wpływ na projektowanie ogrodów, często budowanych przy budynkach świątynnych, aby pomóc mnichom w medytacji i rozwoju religijnym, a nie w celach rekreacyjnych.
Ogrody stały się mniejsze, prostsze, zachowując jednak wiele elementów z przeszłości, jak: stawy, wyspy, mosty i wodospady. Ekstremalnym osiągnięciem w kierunku minimalizmu stał się ogród suchego krajobrazu karesansui, do tworzenia którego wykorzystuje się wyłącznie skały, żwir i piasek. Wiele ogrodów z tego okresu przetrwało w Japonii do dziś, zwłaszcza w wiodących świątyniach zen w Kioto: Ryōan-ji, Daitoku-ji, Tenryū-ji. 
Azuchi-Momoyama
W okresie Azuchi-Momoyama (1573–1603) nastąpił szybki rozwój ogrodów herbacianych (cha-niwa lub roji), które pojawiały się już wcześniej jako miejsce ceremonii parzenia herbaty. Stało się to pod wpływem działalności mistrzów herbaty (jak Sen no Rikyū), którzy udoskonalili je i nasycili duchem wabi-sabi. 
Edo
W okresie Edo (1603–1867) projektowanie ogrodów odeszło od minimalizmu okresu Muromachi-Ashikaga, gdyż klasa rządząca odkryła swoje upodobania do ekstrawagancji i rekreacji. W rezultacie tego pojawiły się duże ogrody spacerowe (kaiyū-shiki) ze stawami, wyspami i sztucznymi wzgórzami, które można było podziwiać z punktów widokowych wzdłuż okrężnej ścieżki. Wiele ogrodów spacerowych zawierało również elementy ogrodów herbacianych. Do najbardziej znanych należą Kenroku-en (Kanazawa), Kōraku-en (Okayama), Ritsurin Kōen (Takamatsu), Katsura Imperial Villa (Kioto).
Wśród ludności miejskiej stały się w tym samym okresie popularne tsubo-niwa, miniogrody (tsubo to powierzchnia dwóch mat tatami). Wypełniały one małe, wąskie przestrzenie dziedzińców wewnętrznych lub pomiędzy budynkami, dostarczając odrobinę natury oraz światła i świeżego powietrza.
Meiji
W okresie Meiji (1868–1912) Japonia wkroczyła w erę szybkiej modernizacji i przyjmowania wpływów Zachodu. Zaczęto budować parki miejskie w stylu zachodnim lub łączonym ze stylem japońskim (Muzeum Sztuki Adachi). Wiele dawnych prywatnych ogrodów spacerowych zostało udostępnionych publiczności.

## Typy ogrodów

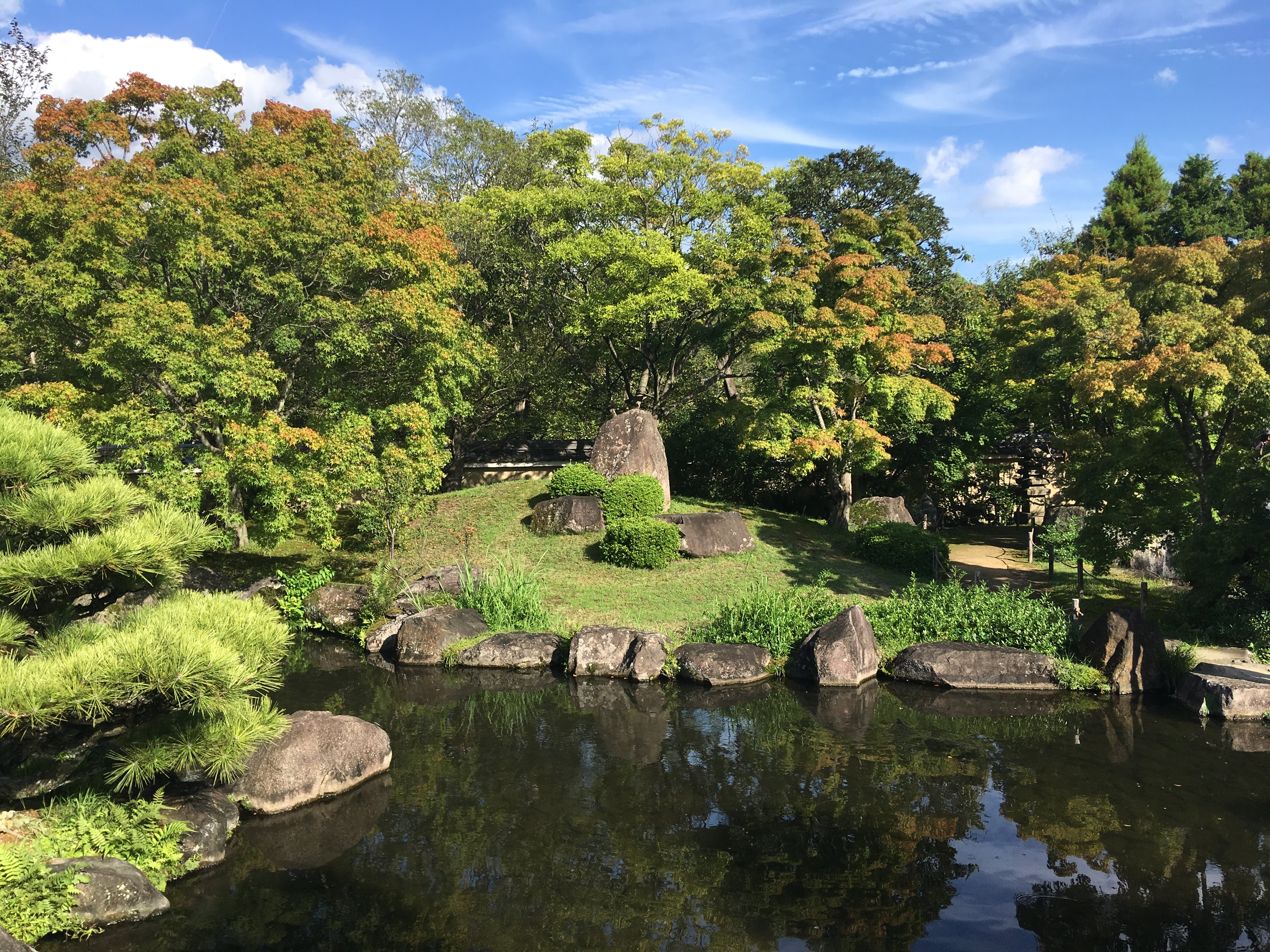
Tsukiyama Chisen Garden (część Kōko-en, Himeji

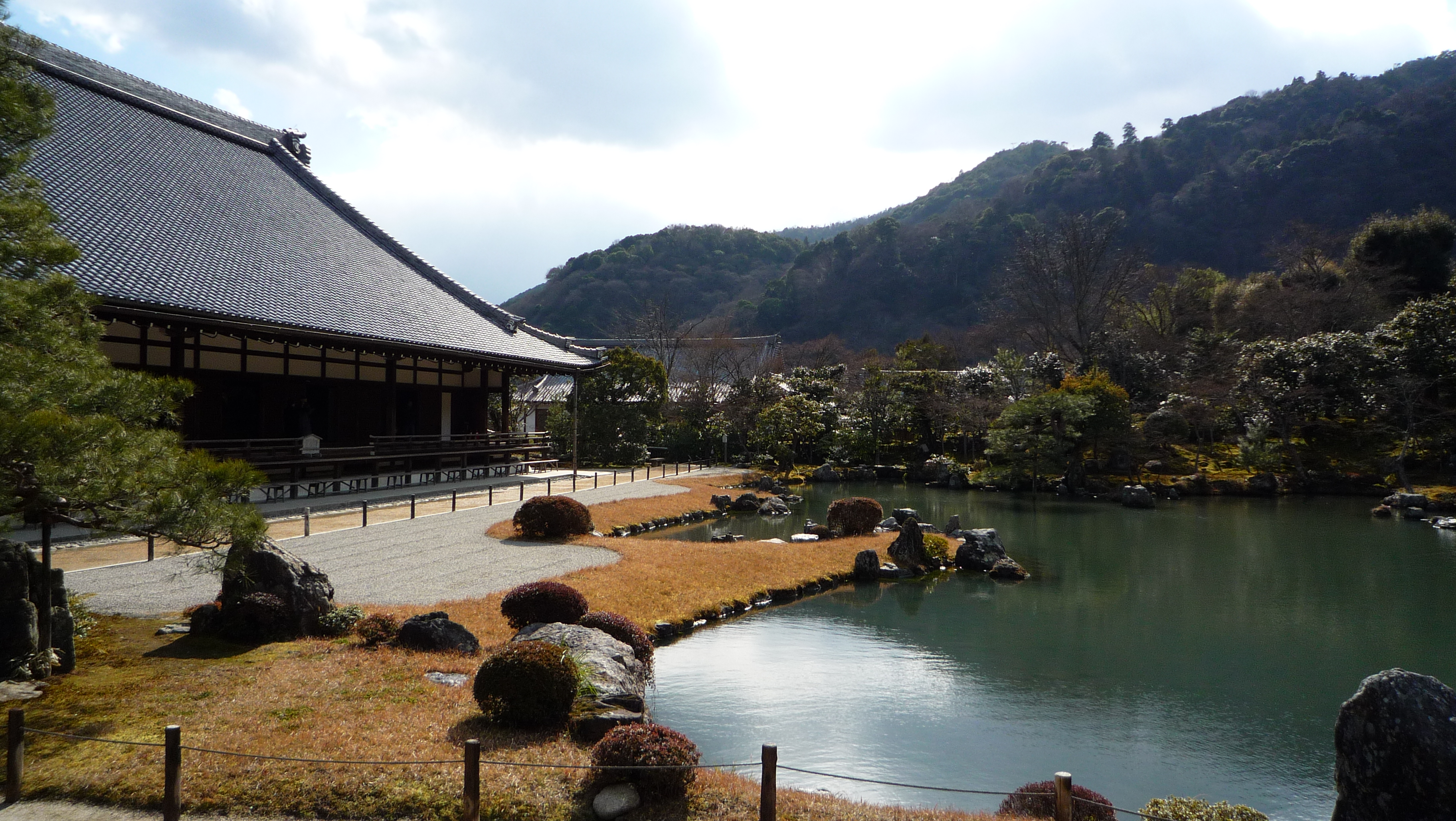
Ogród świątyni Tenryū-ji, Kioto

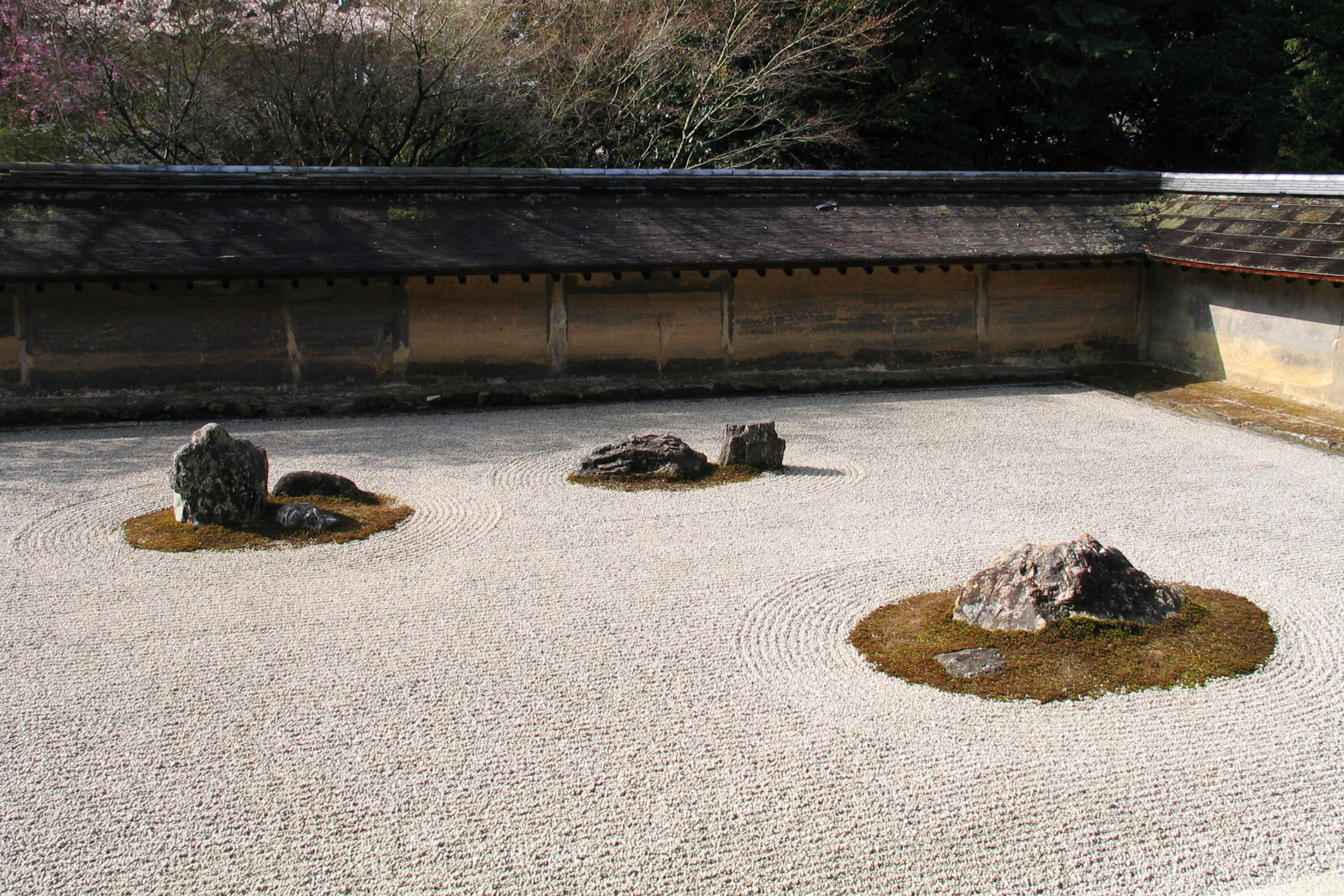
Ogród „suchego krajobrazu” (karesansui) w Ryōan-ji, Kioto

Ogrody w Japonii można podzielić w różny sposób m.in. na dwa główne rodzaje: te, które można oglądać, spacerując po nich i te, które podziwia się z budynku, pawilonu lub werandy, ale jest to podział zbyt ogólny. Poniżej wybrane typy ogrodów.
Tsukiyama
Słowo to oznacza „miniaturowe, sztuczne wzgórze w ogrodzie”. 
Przykłady ogrodów tsukiyama:
- ogród Srebrnego Pawilonu (Ginkaku-ji), Kioto
- ogród Złotego Pawilonu (Kinkaku-ji), Kioto, autor: Soseki Musō (znany też jako Kokushi Musō)
- ogród świątyni Tenryū-ji (1340), Kioto, autor: Soseki Musō

Karesansui
Słowo to znaczy „suchy pejzaż”, „ogród suchego krajobrazu”. Na jego powstanie miały wpływ idee zen, wyraża krajobraz za pomocą skał i piasku, bez użycia wody.
Przykłady ogrodów karesansui:
- ogród w świątyni zen Ryōan-ji, 25 x 10 m, ok. 1499, Kioto
- ogród przy pawilonie Daisen-in przy klasztorze Daitoku-ji, Kioto

Cha-niwa
Japońskie ogrody herbaciane cha-niwa lub roji są połączone z herbaciarnią i stanowią integralną część ceremonii herbacianej. Ogród jest ważnym elementem mentalnego przygotowania gości. Idąc od wejścia do ogrodu w kierunku herbaciarni, goście oczyszczają się poprzez różne rytuały, aby osiągnąć odpowiedni nastrój na nadchodzącą ceremonię.
Tsubo-niwa
Ogrody wewnątrz rezydencji, domostwa, dziedzińca lub na małej, zamkniętej przestrzeni obok nich nazywane są tsubo-niwa. Ten typ ogrodu pojawił się po raz pierwszy w epoce Heian (794–1192). W miarę jak domy stawały się coraz większe, ogrody na dziedzińcu przejęły również funkcję regulacji temperatury i przepływu powietrza w domu podczas gorącego lata. Szczególnie skuteczne były w tym celu różne elementy wodne, które są stosowane w wielu typach ogrodów japońskich.
Kaiyū-shiki-teien
Większość ogrodów spacerowych (kaiyū-shiki-teien) została zbudowana w okresie Edo (1603–1868) przez daimyō (panów feudalnych) i dlatego czasami nazywane są ogrodami daimyō. Odzwierciedlały one spokój panujący na wsi poprzez: miękkie linie brzegowe, łagodne krajobrazy kamienne i wzgórza. Tego typu ogrody japońskie często odtwarzają sceny z historii i mitów z Japonii i Chin.

## Najbardziej znane japońskie ogrody krajobrazowe

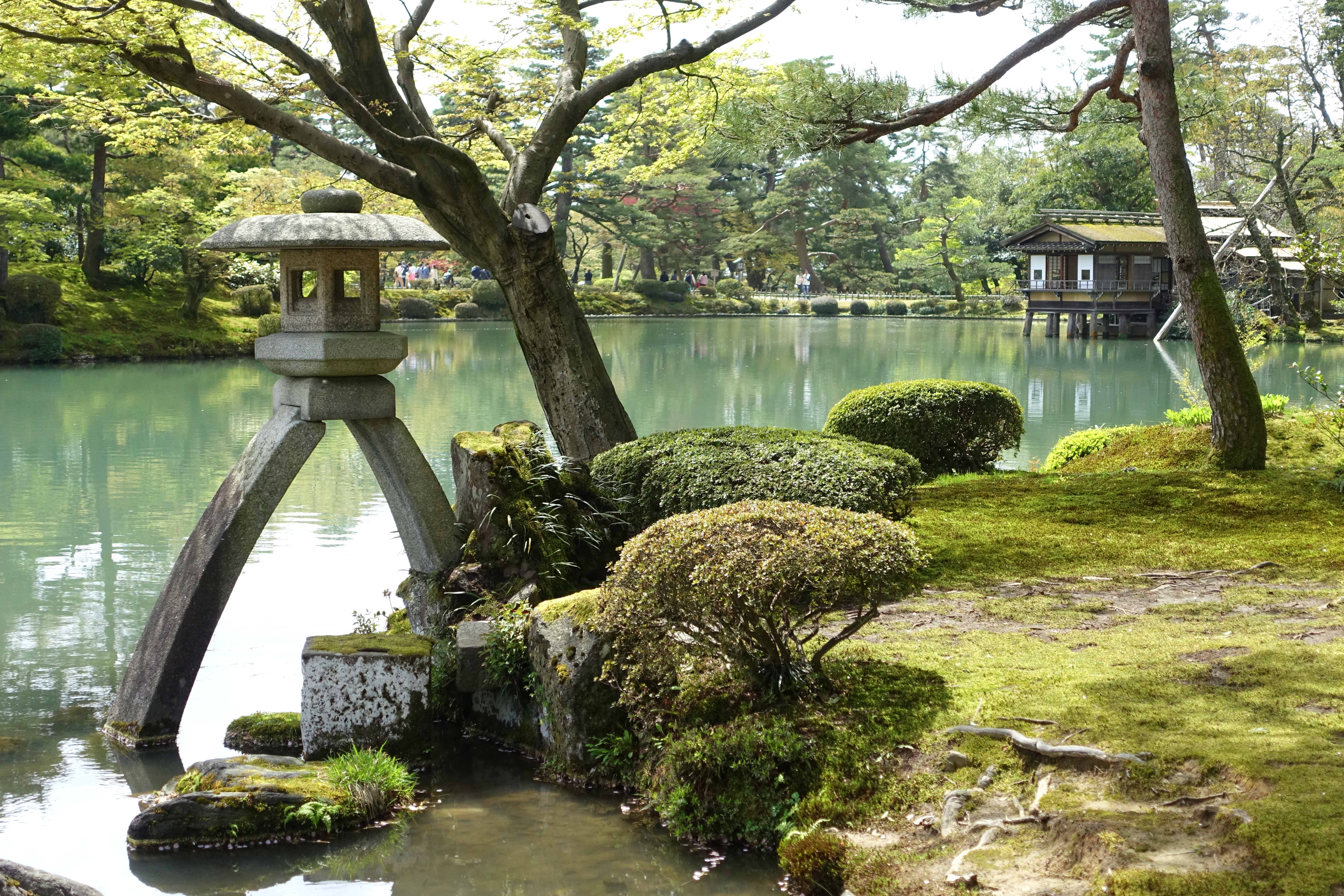
(1) Kenroku-en, Kanazawa, prefektura Ishikawa, staw Kasumi-ga-ike, latarnia Kotoji-tōrō

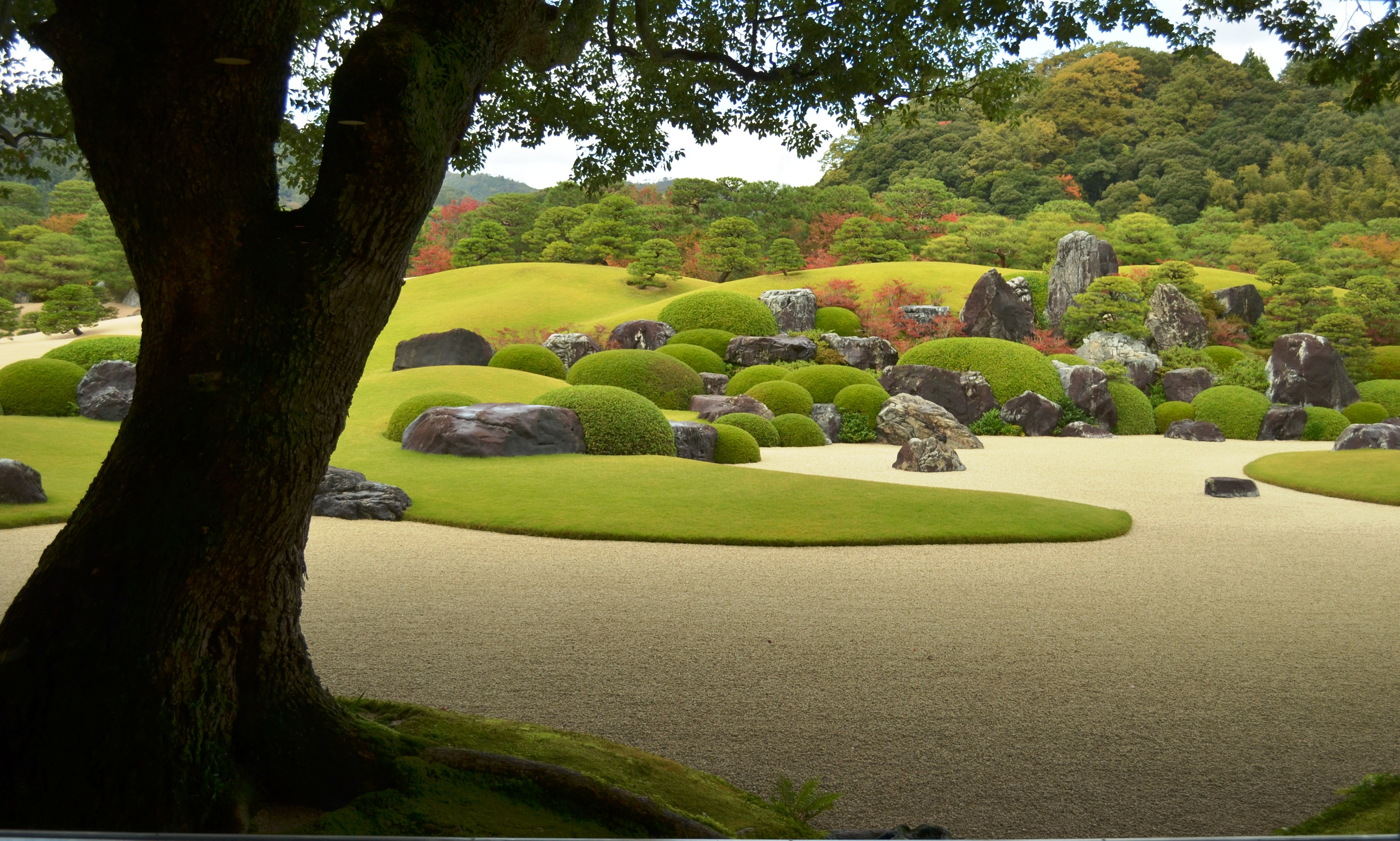
(2) Ogród w Adachi Museum of Art

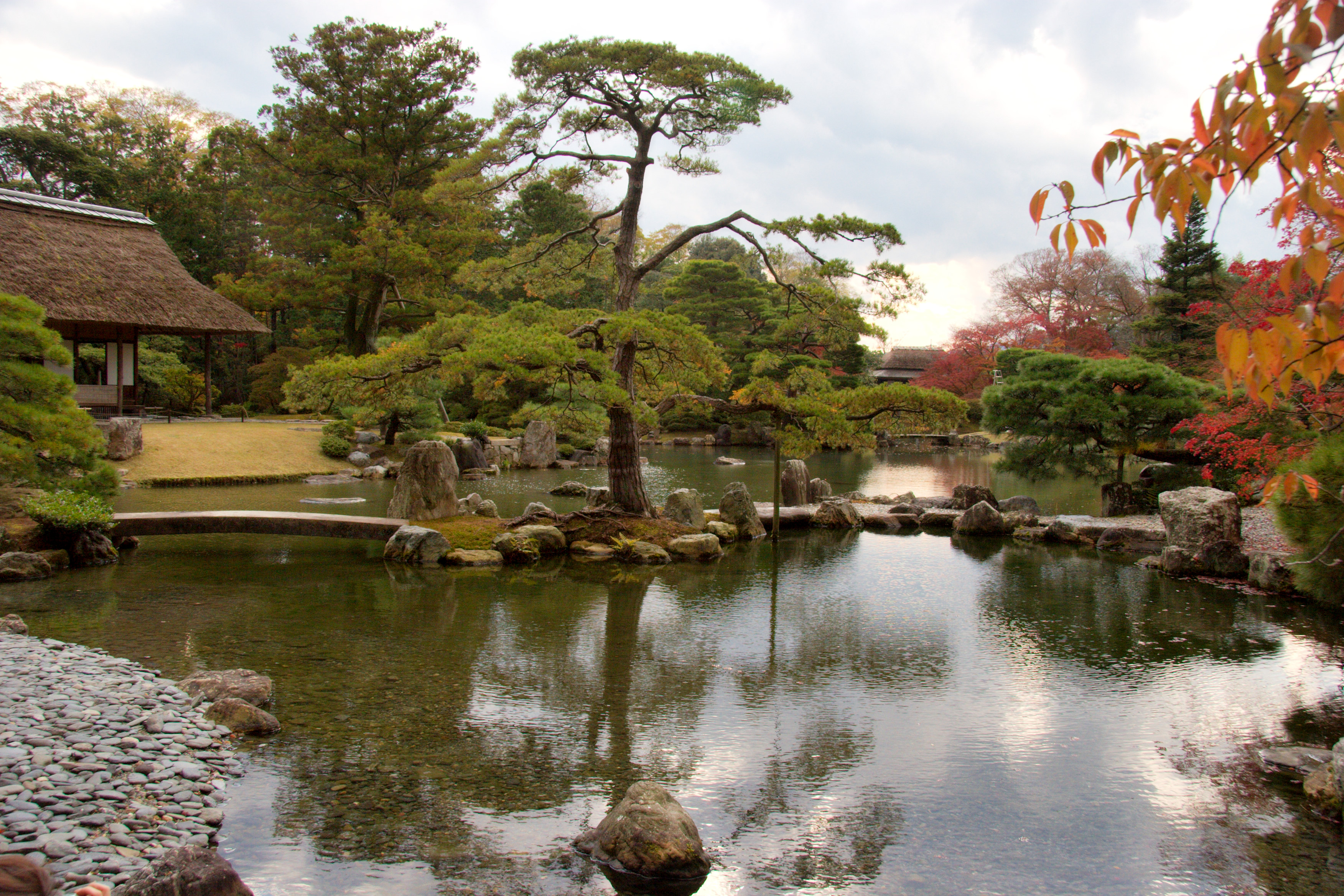
(3) Ogród w Katsura Rikyū (Katsura Imperial Villa)

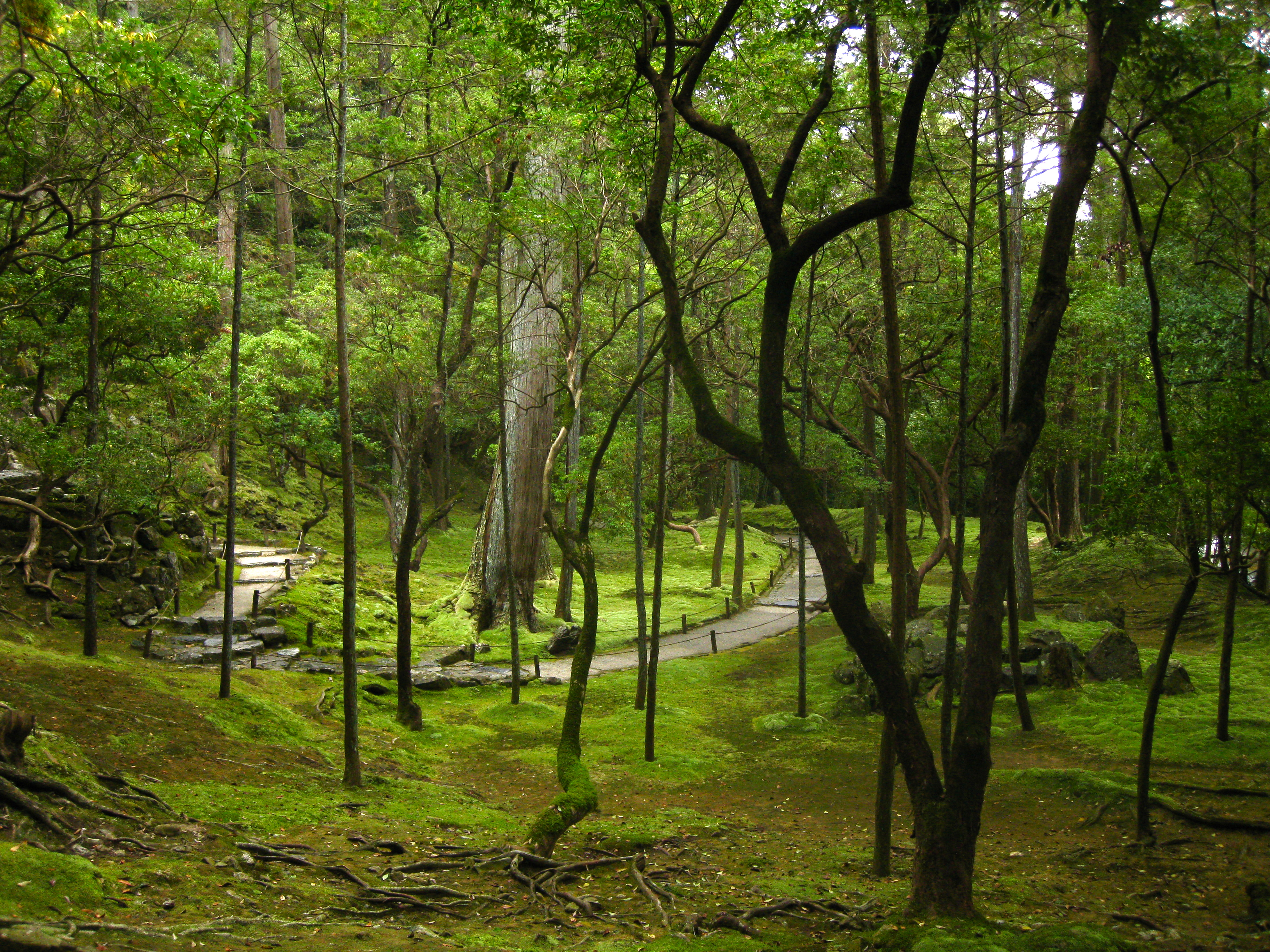
(4) Ogród mchu w Saihō-ji

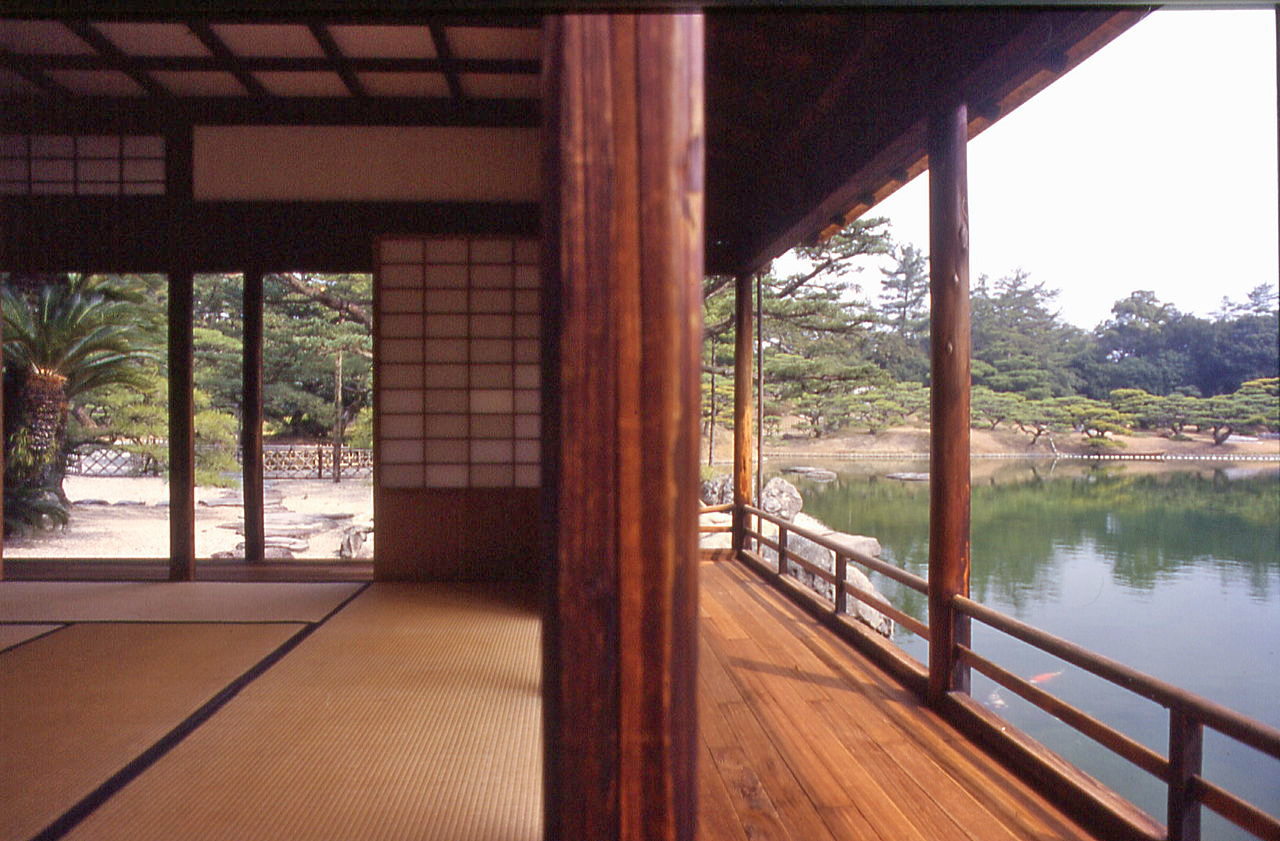
(5) Ritsurin Kōen, widok na park z herbaciarni Kikugetsu-tei

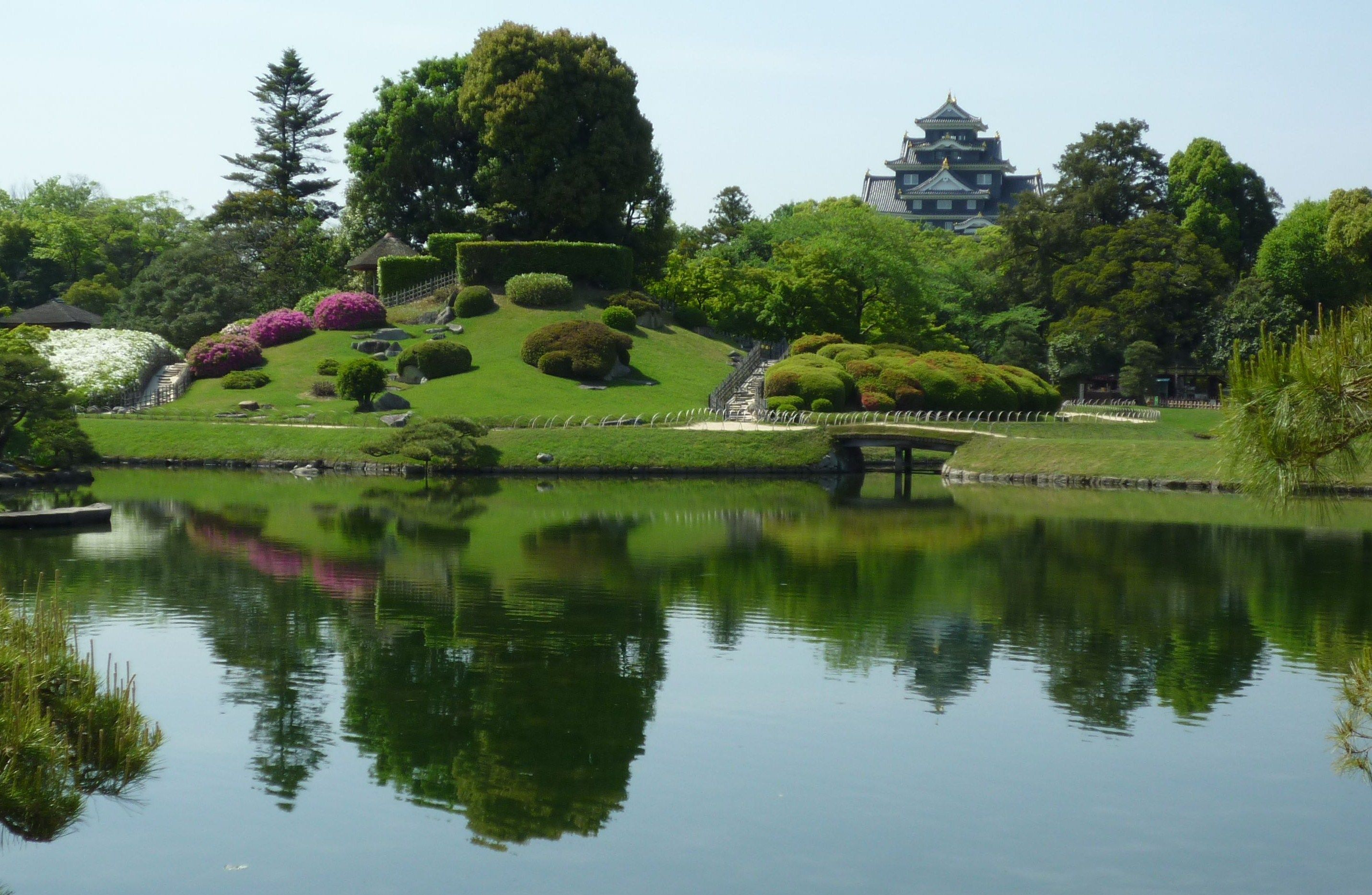
(6) Kōraku-en, Okayama (w głębi zamek)

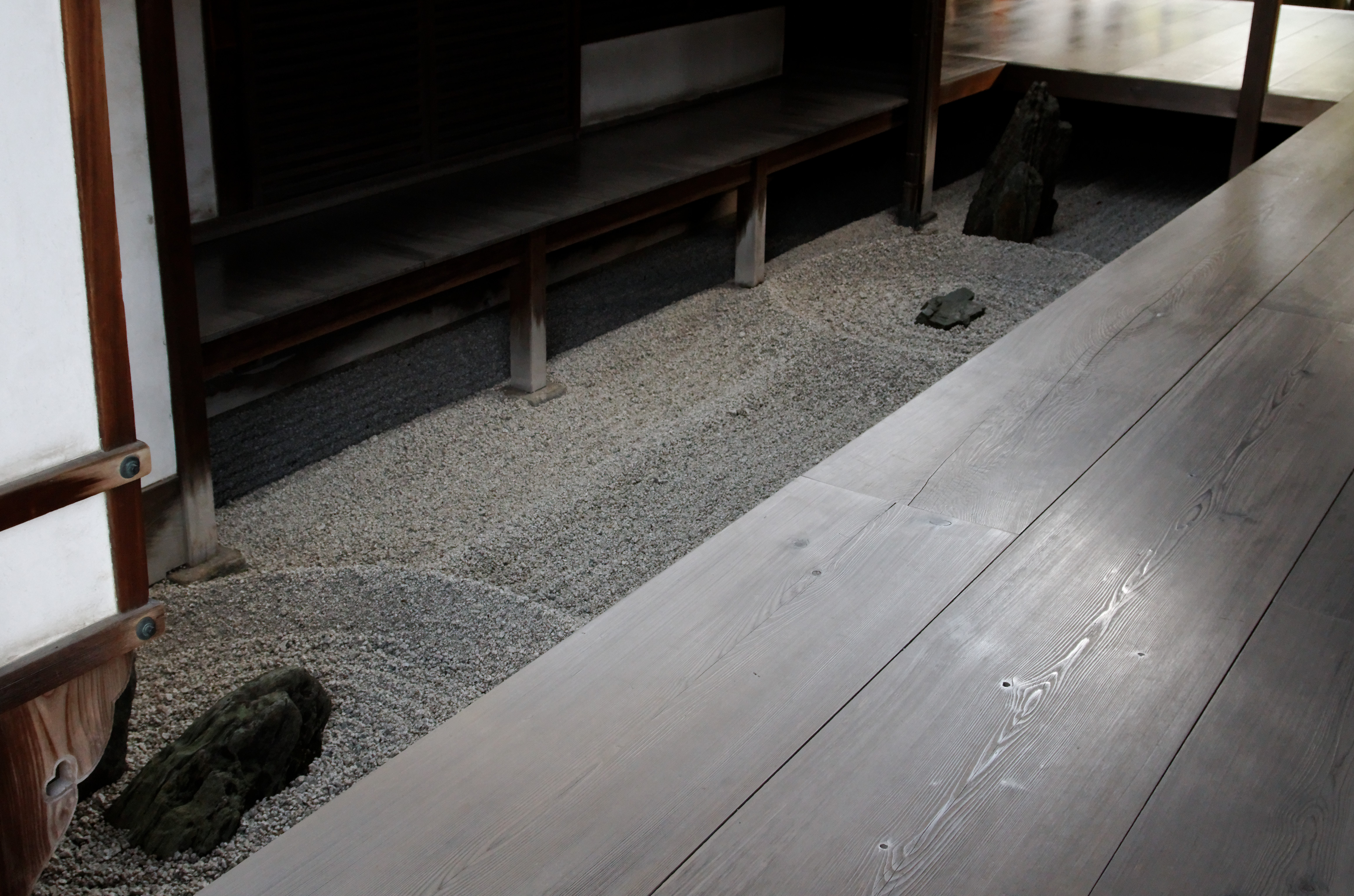
Tōtekiko, jeden z pięciu ogrodów w Ryōgen-in podlegającej kompleksowi buddyjskiemu Daitoku-ji w Kioto, rzekomo najmniejszy ogród kamienny w Japonii

Kenroku-en, Kanazawa (ilustr. 1)
Ogród ten jest klasyfikowany jako jeden z „trzech najpiękniejszych ogrodów krajobrazowych” w Japonii (obok Kairaku-en w Mito i Koraku-en w Okayamie). Tereny zajmowane dziś przez ogród były kiedyś zewnętrznym ogrodem zamku Kanazawa, tworzonym przez panującą tam rodzinę Maeda przez prawie dwa stulecia. Otwarty dla publiczności w 1871 roku, Kenroku-en oferuje zwiedzającym odmienny wygląd o każdej porze roku.
Nazwa Kenroku-en oznacza dosłownie „Ogród Sześciu Wzniosłości”: przestronności, odosobnienia, sztuczności, starożytności, obfitości wody i szerokich widoków, które zgodnie z chińską teorią krajobrazu są sześcioma podstawowymi atrybutami składającymi się na ogród doskonały. Spacer po tym ogrodzie pomaga zrozumieć tę teorię krajobrazu wypełnionego elementami wodnymi, mostami, herbaciarniami, drzewami, kwiatami, kamieniami, punktami widokowymi i ukrytymi zakamarkami. Woda jest doprowadzana z odległej rzeki poprzez wyrafinowany system wodny zbudowany w 1632 roku w celu zasilania strumieni i stawów, w tym dwóch głównych stawów: Kasumi-ga-ike i Hisago-ike. Ponad dwumetrowa latarnia Kotoji-tōrō, unikatowo zbudowana z dwiema nogami zamiast jednej, stoi na północnym brzegu stawu Kasumi-ga-ike i jest kultowym symbolem Kenroku-en. 
Adachi Museum of Art, Yasugi (2)
Muzeum Sztuki Adachi (Adachi Bijutsukan) w prefekturze Shimane zostało założone w 1970 roku przez Zenkō Adachiego, miejscowego biznesmena, który wyraził w ten sposób swoją  pasję do sztuki japońskiej i projektowania ogrodów. Miał nadzieję, że wspólne oglądanie ogrodów i dzieł sztuki zwiększy uznanie ludzi i zainteresowanie sztuką japońską. Adachi Museum of Art jest najbardziej znane ze swojego wielokrotnie nagradzanego ogrodu, który od 2003 roku jest corocznie uznawany przez „Journal of Japanese Gardening” (amerykański magazyn skupiający się na japońskich ogrodach) za najlepszy ogród w Japonii. Muzeum natomiast posiada kolekcję ok. 1300 obrazów i dzieł sztuki XX wieku, które są zmieniane sezonowo. Jest też stała wystawa obrazów Taikana Yokoyamy (1868–1958), a także wystawa ceramiki.
Katsura Imperial Villa, Kioto (3)
Katsura Imperial Villa (Katsura Rikyū) jest jednym z najwspanialszych przykładów japońskiej architektury i projektowania ogrodów. Willa i ogród w obecnej formie zostały ukończone w 1645 roku jako rezydencja rodziny Katsura, należącej do rodu cesarskiego Japonii. Zwiedzanie jest możliwe wyłącznie w zorganizowanych grupach. Trasa prowadzi okrężną ścieżką spacerową ogrodu wokół centralnego stawu. Budynki można oglądać tylko z zewnątrz, a fotografowanie dozwolone jest tylko z wyznaczonych miejsc.
Saihō-ji, Kioto (4)
Saihō-ji, szerzej znana jako Koke-dera, co oznacza Świątynię Mchu i odnosi się do około 120 różnych odmian mchu w ogrodzie świątynnym. Z wyjątkiem zimy zwiedzający mogą spacerować po tym ogrodzie, który wywarł silny wpływ na późniejsze japońskie projekty ogrodów. Pierwotnie mieściła się w tym miejscu rezydencja księcia Shōtoku (574–622). W 1339 roku świątynia została odnowiona i przekształcona w świątynię zen pod kierunkiem mistrza Soseki Musō (1275–1351), który jest również uznawany za twórcę ogrodów tej świątyni.
Ritsurin Kōen, Takamatsu (5)
Ogród krajobrazowy w mieście Takamatsu, zbudowany przez lokalnych panów feudalnych we wczesnym okresie Edo. Uważany za jeden z najlepszych ogrodów w Japonii, jest ważnym dobrem kultury narodowej. W rozległym parku znajduje się sześć stawów, trzynaście krajobrazowych wzgórz, aranżacje skalne i szeroka gama roślin. Uważa się, że zasługuje na miejsce na liście „najpiękniejszych ogrodów Japonii” obok Kenroku-en (Kanazawa), Kairaku-en (Mito) i Kōraku-en (Okayama). Tłem ogrodu jest pokryta lasem góra Shiun. Wewnątrz parku są m.in.: muzeum ludowe, sklepy i herbaciarnia Kikugetsu-tei, gdzie można napić się herbaty na werandach z widokiem na stawy.
Kōraku-en, Okayama (6)
Ogród krajobrazowy, główna atrakcja miasta. Znajduje się obok zamku Okayama. Miejscowy pan feudalny, Tsunamasa Ikeda (1638–1714), nakazał budowę tego ogrodu w 1687 roku z przeznaczeniem na miejsce zabaw i przyjmowania ważnych gości. W 1884 roku ogród stał się własnością prefektury Okayama i został otwarty dla zwiedzających.

## Ogrody japońskie w Polsce
- Ogród Japoński we Wrocławiu,
- Ogród Japoński w Chorzowie (Park Śląski)[19],
- prywatny (dostępny do zwiedzania) ogród japoński w Jarkowie w gminie Lewin Kłodzki,
- ogród japoński jest też częścią Łódzkiego Ogrodu Botanicznego,
- ogród japoński IBUKI w Janowicach w gminie Bestwina,
- dostępny do zwiedzania ogród japoński w Starej Morawie w gminie Stronie Śląskie[20].